# Ritus (vrijmetselarij)
Een ritus is de vorm waarin een plechtige handeling wordt voltrokken.  Het is een consistent geheel van vormen en handelingen voor diverse gebeurtenissen, die gebruikt worden in de werking van een organisatie.  
Het is een universeel voorkomend gebruik.  In de Katholieke Kerk bestaan er ritussen voor sacramentele handelingen, bijvoorbeeld een ritus voor een doopsel, voor het vormsel, voor het Heilig misoffer, enz.  
Ook in de vrijmetselarij heeft men een dergelijk geheel van vormen en handelingen, volgens dewelke maçonnieke arbeid wordt verricht.  Deze handelingen zijn doordesemd van symboliek, die verwijst naar de inhoudelijke betekenis van de handeling die wordt verricht.
Voor elke gebeurtenis in het vrijmetselaarsleven bestaat er zo een plechtige handeling, bijvoorbeeld de verhoging van graad, de aanstelling van een grootmeester, de oprichting van een loge, enzovoort. Iedere vrijmetselaarsloge beoefent een zestal basisrituelen met betrekking tot de drie basisgraden van de vrijmetselarij:
- opening van de logewerkzaamheden (in elk van de drie graden),
- sluiting van de logewerkzaamheden (in elk van de drie graden),
- aanneming tot leerling,
- bevordering tot gezel,
- verheffing tot meester,
- aanstelling van het bestuur.

Hieraan kunnen nog een aantal gelegenheidsrituelen worden toegevoegd, naargelang de gelegenheid zoals:
- de consecratie van een nieuwe loge,
- zomer- en wintersolstitium,
- lente- en herfstequinox,
- rouwloge.

Een ritus voorziet een ceremoniële vorm voor al deze gebeurtenissen.  Er bestaan echter een groot aantal verschillende ritussen.  Elke ritus wil natuurlijk dezelfde verdieping van de vrijmetselaarsbeginselen nastreven, maar beroept zich hiervoor op een ander symbolen- en begrippenkader.  
De ene ritus zal doorspekt zijn van christelijke symboliek, terwijl de andere ritus zich baseert op historische voorbeelden, bijvoorbeeld Egypte, of het oude Griekenland of Rome.  Afhankelijk van de gevolgde vrijmetselaarstraditie, de culturele, filosofische, religieuze of nationale  achtergrond is belangrijk.  Deze verscheidenheid is historisch gegroeid. 
Op elke rite zijn er een oneindig aantal plaatselijk gegroeide variaties.

## Overzicht
Hieronder volgen enkele voorbeelden van vrijmetselaarsriten naar ontstaansdatum:
- Franse Ritus:
  - 1783 : de  Moderne Franse Ritus (M.F.R.) (3 basisgraden + 4 hogere graden + toegevoegde ritualen)
  - XXXX : de Herbevestigde Franse Ritus of Oorspronkelijke Franse Ritus (H.F.R.) (...)
- XXXX : de Duitse Ritus of Johannes Ritus of (3 basisgraden + 8 hogere graden + toegevoegde ritualen)
- 1744 : de Koninklijk Gewelf Ritus of Royal Arch Rite (1 hoge graad + toegevoegde ritualen)
- 1756 : de Stricte Observantie Ritus (S.O.R.) ontstaan in Duitsland (...)
- 1775 : de Philaleten Ritus (P.R.) ontstaan in ... (...)
- Schotse Ritus:
  - 1801 : de Aloude en Aangenomen Schotse Ritus (A.A.S.R.) ontstaan in de Verenigde Staten van Amerika (3 basisgraden + 30 hogere graden + toegevoegde ritualen)
  - 1782 : de Gerectificeerde Schotse Ritus (G.S.R.) ontstaan in Frankrijk (3 basisgraden + toegevoegde ritualen)
  - 1962 : de Schotse Ritus van 1962 (S.R. 1962)) ontstaan in België (...)
  - XXXX : de Schotse Standaard Ritus (S.S.R.) ontstaan in Schotland (3 basisgraden + toegevoegde ritualen)
- 1813 : de Engelse Ritus of Emulation Ritus afkomstig uit Engeland en Wales (3 basisgraden + toegevoegde ritualen)
- Egyptische Ritus:
  - 1788 : de Ritus van Memphis (90 graden in totaal)
  - 1815 : de Ritus van Misraïm (95 graden in totaal)
  - 1881 : de Oude en Primitieve Ritus Memphis-Misraïm (3 basisgraden + 30 graden van de Schotse Ritus + 66 hogere graden + toegevoegde ritualen)
- XXXX : de Amerikaanse Ritus of York Ritus (4 + 3 + 3 hogere graden + toegevoegde ritualen)
- XXXX : de Zweedse Ritus (Z.R.) ontstaan in Zweden (3 basisgraden + 8 hogere graden + toegevoegde ritualen)
- XXXX : de Belgische Ritus (B.R.) ontstaan in België (...)
- XXXX : de Schaarbeekse Ritus (S.R.) ontstaan in België (...)
- XXXX : de Operatieve Ritus van Salomon (O.R.S.) ontstaan in Frankrijk (...)
- XXXX : de Schroeder Ritus (S.R.) ontstaan in Duitsland (...)

Vrijmetselarij · Beginselen · Geschiedenis · Symbolen · Vrijmetselaarsloge · Ordegrondwet · Obediëntie · Regulariteit en irregulariteit · Ritus · Graden · Grootmeester · Gemengde vrijmetselarij · Para-vrijmetselarij · Antivrijmetselarij · Vrijmetselarij in Nederland · Vrijmetselarij in België · Internationale vrijmetselarij
>>> Meer info op Portaal:Vrijmetselarij <<<